# Persistence of Time
Persistence of Time − piąty album studyjny zespołu Anthrax. Wydany 21 sierpnia 1990 roku (w USA). W czasie sesji nagraniowej tej płyty zespół przeżył trzęsienie ziemi i pożar.

## Lista utworów
1. Time – 6:55
2. Blood – 7:13
3. Keep it in the Family – 7:08
4. In My World – 6:25
5. Gridlock – 5:17
6. Intro to Reality – 3:23
7. Belly of the Beast – 4:47
8. Got the Time (Joe Jackson cover) – 2:44
9. H8 Red – 5:04
10. One Man Stands – 5:38
11. Discharge – 4:12

## Bonus w wersji japońskiej
1. Protest and Survive

## Single
1. Got the Time - 2:44
2. In My World - 6:25

## Pozycje na listach
| Lista         | Kraj              | Pozycja |
| ------------- | ----------------- | ------- |
| Billboard 200 | Stany Zjednoczone | 24      |